# 北加勒比海岸自治區
北加勒比海岸自治區，前称北大西洋自治区，是尼加拉瓜東部的一個自治區，位於東部大西洋蚊子海岸北部。面積32,159平方公里，2005年人口249,700人。首府卡贝萨斯港。该省与洪都拉斯接壤。该省的海是大西洋